# Koupéla (Koupéla)
Pour les articles homonymes, voir Koupéla.
Cet article concerne la ville chef-lieu. Pour le département et la commune urbaine, voir Koupéla (département).
Koupéla est une ville du département et la commune urbaine de Koupéla, dont elle est le chef-lieu, située dans la province de Kouritenga et la région du Centre-Est au Burkina Faso. La ville dont est également le chef-lieu de la province.

## Géographie

### Situation et environnement
Koupéla est localisée dans la portion nord de la province.

### Démographie
En 2003, la ville comptait 22 226 habitants estimés.
En 2006, la ville comptait 28 151 habitants recensés.

## Histoire

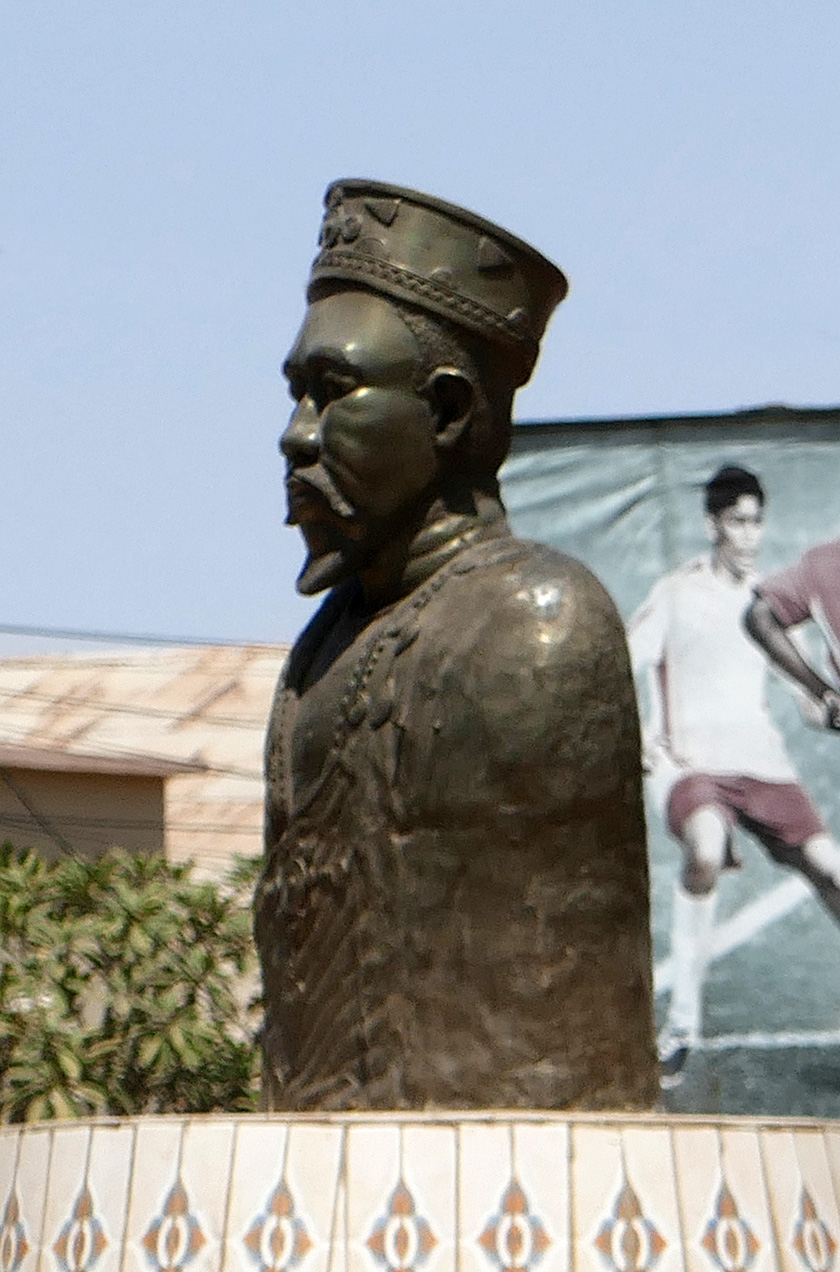
Buste d'un ancien chef, sur un rond-point

Les premiers habitants sont les Nabda ramba et les Kibdsi, des peuples d'agriculteurs qui étaient soumis à de nombreuses razzias des Yaméogo ou Guiguemdé, qui sont un peuple guerrier de la région de Ziniaré vers Ouagadougou.
Les Kibdsi ou Kibbilsi, apparentés aux Dogons, et les Nabda Ramba seraient des peuplades autochtones de cette cité.

## Administration
La ville est subdivisée en 5 secteurs urbains.

## Transports
Route trans-sahélienne Dakar (Sénégal) — N'Djamena (Tchad) passe par Koupéla. La ville est à l'intersection des axes routiers internationaux: route nationale 16 Koupéla - frontière du Togo à 149 km de la frontière et route nationale 4 Ouagadougou - frontière avec le Niger à 140 km de Ouagadougou. Cette ville constitue à cet effet un carrefour routier important et un point de passage des frets transitant vers le Mali et le Niger.

## Santé et éducation
Koupéla accueille le centre médical avec antenne chirurgicale (CMA) du district sanitaire ainsi qu'un centre de santé et de promotion sociale (CSPS). Il y a également le centre médical Saint-Camille tenu par des sœurs religieuses.

## Culture et patrimoine

### Religions et cultes
La ville accueille le siège de l'archidiocèse de Koupéla.
En 1900, c'est à Koupéla que s'établirent les premiers missionnaires catholiques partis évangéliser la Haute-Volta. Elle a été ensuite choisie en 1956 pour devenir le siège de la première juridiction catholique d'Afrique occidentale française confiée au clergé africain, le diocèse de Koupéla (devenu archidiocèse en 2000). L'ordinaire de la juridiction était à l'époque Mgr Dieudonné Yougbaré.
La cathédrale Notre-Dame-des-Grâces en est le siège.